# Endre Kabos
Endre Kabos   (Oradea, 5 de novembre de 1906 - Budapest, 4 de novembre de 1944) fou un tirador d'esgrima hongarès, especialista en sabre, que va competir durant les dècades de 1920 i 1930.
El 1932 va prendre part en els Jocs Olímpics d'Estiu de Los Angeles, on va disputar dues proves del programa programa d'esgrima. En la prova de sabre per equips guanyà la medalla d'or, mentre en la del sabre individual guanyà la de plata. Quatre anys més tard, als Jocs de Berlín, va guanyar la medalla d'or en les proves de sabre per equips i sabre individual.
En el seu palmarès també destaquen set medalles al Campionat del Món d'esgrima, sis d'or i una de plata, entre les edicions de 1931 i 1935, així com el Campionat d'Eslovàquia de 1928.
Durant la Segona Guerra Mundial va ser internat durant cinc mesos en un camp de treballs forçats a Vax, Hongria. Més tard va ser traslladat a Budapest, on va morir el 4 de novembre al pont Margit, un pont que creua el Danubi que s'estava preparant per a ser volat per les tropes alemanyes davant l'aproximació de l'exèrcit roig i que explotà accidentalment, provocant un gran nombre de víctimes.
El 1986 fou inclòs a l'International Jewish Sports Hall of Fame.